# Max Nivelli
Max Nivelli (* 1. Januar 1878 in Kuźnica, Russisches Kaiserreich; † 27. Februar 1926 in Berlin-Charlottenburg) war ein Berliner Filmproduzent zur Zeit der Weimarer Republik. Er zählte zu den ersten, die sich in ihren Kinostücken mit den Themen Antisemitismus und Vorurteile auseinandersetzten. Trotz seines frühen Todes im Alter von 48 und obwohl er nur knapp zehn Jahre in der Filmindustrie tätig war, produzierte er in dieser Zeit 19 Filme, der Großteil davon abendfüllende Spielfilme. Bis heute konnte nur sein letzter Film "Einigkeit und Recht und Freiheit" gefunden, restauriert und digitalisiert werden.

## Frühe Jahre
Max Nivelli wurde als Menachem (Mendel) Lewin in Kuźnica geboren, einer Kleinstadt an der Ostgrenze Polens, damals Teil des Russischen Kaiserreiches. Seine Eltern, Samuel und Zipa Lewin, waren Süßwarenfabrikanten. Als junger Mann emigrierte er nach Berlin, wo er zwischen 1903 und 1911 Besitzer und Teilhaber einer Reihe von Unternehmen wurde, die Marmeladen, Bonbons und Schokolade herstellen.
1904 heiratete er Helene Kaufmann aus Rozdzień, heute eine Vorstadt von Kattowitz, Polen. Sie hatten zwei Töchter – Dorothea und Regina.
1912 nahm Mendel Lewin den Namen Max Nivelli an (fast ein Anagramm seines Familiennamens Lewin). Er studierte Operngesang am renommierten Stern’sches Konservatorium in Berlin, trat in vielen Opernproduktionen europaweit auf und unterrichtete Solo-Gesang (auf Deutsch und Russisch) an Das Ochs-Eichelberg Konservatorium in Berlin.

## Filmproduktion
Am 31. August 1918 gründete Nivelli mit Partner Erwin Kompf seine erste Filmproduktionsfirma, die Nivelli-Film-Fabrikation GmbH. Noch im selben Jahr produzierte das Unternehmen vier abendfüllende Spielfilme. Nivelli selbst verfasste das Drehbuch des ersten davon Lebensbahnen – Ein Sängerleben und übernahm darin sogar die Rolle des Opernsängers (Darstellung und Gesang).
Im Jahr darauf kündigte er die Partnerschaft auf und gründete eine neue Produktionsfirma, die Nivo-Film & Co., die am 30. August 1919 in die Nivo-Film & Co. GmbH umgewandelt wurde. Er schloss sich mit dem österreichischen Regisseur Joseph Delmont zusammen, um die Filme Die Geächteten (auch bekannt als Der Ritualmord) und Die entfesselte Menschheit zu produzieren. Diese Werke waren sozialer und politischer Natur und wurden die erfolgreichsten und bekanntesten seiner Karriere.
Im Februar 1920 gründete er mit der Britisch-American Film Comp. GmbH ein weiteres Unternehmen, das ab April 1923 als Britisch American Film Corporation GmbH firmierte.
Nivelli bevorzugte es, mit demselben Regisseur an mehr als einem Projekt zu arbeiten. Abgesehen von Delmont unterhielt er eine erfolgreiche Zusammenarbeit mit Carl Boese, mit dem er vier Filme drehte, darunter Nocturno der Liebe, das auf der Lebensgeschichte des polnischen Komponisten Frédéric Chopin basierte. Weiter produzierte Nivelli zwei Filme mit Arthur Ullmann als Regisseur und im Anschluss daran die „Albani-Serie“ – drei aufeinander folgende Kinoromanzen unter der Regie von Guido Schamberg (Parisch) mit der italienischen Schauspielerin Marcella Albani.

## Patentverwertung
Max Nivelli betätigte sich auch außerhalb der Filmbranche als Unternehmer. Im April 1919 gründete er in Berlin die Sowa-Bewässerungsgesellschaft m.b.H., die im Dezember ihren Sitz nach Danzig verlegte. Zweck des Unternehmens war laut Handelsregistereintrag Professor Dr. Mehners patentierte „Erfindung zur Ausnutzung natürlicher Temperaturdifferenzen durch hochgespannte Dämpfe niedrig siedender Flüssigkeiten zu erwerben, zu entwickeln und zu verwerten, an dieser Erfindung Verbesserungen und patentfähige Neuerungen anzustreben und gegebenenfalls zu erwerben und andere Schutzrechte auf die Erfindung im In- und Auslande zu verwerten, die erforderlichen Maschinen zu bauen und zu vertreiben, (…) überhaupt jede mit der Erfindung in Beziehung stehende Unternehmung zu betreiben“.

## Spätere Jahre
Zusammen mit seinem Partner Arthur Gregor bildete er den Vorstand der auf internationalen Handel ausgerichteten Aktiengesellschaften Foreign Film Corporation AG (später in die Foreign Metro Films AG und dann in die British American Films AG Bafag umbenannt) und Russische Foreign Metro Film AG, Ruffag genannt. Darüber hinaus leitete er das Berliner Kino Lichtspiel Palmenhaus und war Mitglied des Verwaltungsrats der Paw-Film, einer polnischen Produktions- und Vertriebsfirma mit Sitz in Warschau. 1924, gegen Ende dieser Epoche, nahm Nivelli seine Tätigkeit als Produzent wieder auf und drehte vier kurze Dokumentarfilme, die vorwiegend staatliche Gedenkzeremonien und Festveranstaltungen zeigten.
Am 28. August 1924 erfolgte eine Umwandlung der Nivo-Film & Co. GmbH in die Nivo-Film Comp. GmbH. Max Nivelli betätigte sich nun als Filmverleiher und kündigte in seinem Verleihprogramm für die Saison 1924/25 6 Spielfilme an. Neben der Zentrale in Berlin SW68, Friedrichstraße 37, gab es Filialen in Breslau, Dresden, Düsseldorf, Hamburg, Königsberg und München.
Im Juni 1925 gründete er mit Partner Sander Kaisermann eine neue Produktionsfirma, die Nivelli Film Max Nivelli & Co. Unverzüglich stürzte er sich auf sein nächstes Projekt, einen weiteren sozial orientierten Film mit dem Titel Einigkeit und Recht und Freiheit. Dies war sein drittes gemeinsames Projekt mit dem Regisseur Joseph Delmont, welches teilweise auf seinem früheren Film Die entfesselte Menschheit basierte, aus dem er zuvor gedrehte Szenen verwendete. Nur wenige Tage vor Abschluss der Dreharbeiten erlag Max Nivelli einem plötzlichen Herzinfarkt.
Die Fachpresse bezeichnete ihn als brillanten, kreativen und dynamischen Filmemacher, bei seinen Kollegen aus der Berliner Filmindustrie galt er als beliebte Persönlichkeit.
Die Tochter Regina Lewin (1906–1953) trat 1929/30 unter dem Namen Gina Nivelli als Drehbuchautorin und Geschäftsführerin der Wladimir Gaidarow Film GmbH in die Fußstapfen des Vaters.

## Bedeutendste Filme

### Der Ritualmord / Die Geächteten
Dieses 1919 produzierte, als „Aufklärungsfilm“ vermarktete Kinostück sollte das Publikum auf die Gefahren antisemitischer Propaganda im Allgemeinen und der Blutlegende im Besonderen aufmerksam machen. Nach Ende des Ersten Weltkriegs wurde Westeuropa von einer Welle jüdischer Einwanderer überschwemmt und ein Anstieg des Antisemitismus und der Xenophobie war in ganz Deutschland zu verzeichnen. Der Begriff „die Judenfrage“ wurde in der deutschen Gesellschaft zu einem beliebten Thema, ebenso wie die Frage intimer Beziehungen zwischen Deutschen und Juden, die bis dato als Tabu galten und nun debattiert wurden.
Schauplatz der Handlung ist ein Dorf im zaristischen Russland, wo ein grausames Pogrom gegen die jüdische Bevölkerung stattfindet. Dem Pogrom zuvor standen Gerüchte über einen verübten Ritualmord, die nach dem Verschwinden eines jungen Mädchens verbreitet worden waren. Den Gerüchten zufolge wurde das Mädchen vom Führer der Jüdischen Gemeinde ermordet. Ein russischer Student, der in die Tochter des Gemeindeführers verliebt ist, eilt ihm zu Hilfe und hindert den Mob gerade noch rechtzeitig daran, ihn zu steinigen. Als das vermisste Mädchen unversehrt und in Sicherheit gefunden wird, wird die Verschwörung, die Juden des Ritualmords zu beschuldigen, aufgedeckt, aber es kommt zu spät für die Tochter des Gemeindeführers, die tödlich verwundet wird während einer der Überfälle. Ihr Vater und der Student geloben gemeinsam gegen die Vorurteile anzukämpfen, die zu dieser Tragödie geführt haben.
Die Filmpremiere war eine grandiose Veranstaltung, zu der auch die Kritiker sämtlicher namhaften Zeitungen eingeladen waren, ebenso wie Berühmtheiten aus der Berliner Kunst- und Literaturszene. Nach der Vorführung gab es lauten Applaus. Die Presse bezeichnete den Film als „Meisterstück“, „einen der besten Filme, die bisher produziert worden sind“ und „einen Film, dessen Held keine Einzelperson ist, sondern vielmehr eine ganze Nation“. Max Nivelli galt als treibende Kraft hinter diesem Projekt, „in dem es ihm gelungen ist, seine Vision von der Aufklärung und der Notwendigkeit der Bekämpfung von Vorurteilen zu verbreiten“. Er dürfe daher zu „den monumentalsten Filmproduzenten seiner Zeit gezählt werden“. Innerhalb von sechs Wochen nach der Premiere – damals eine absolute Rekordzeit – wurde der Film weltweit verkauft und auch die Vorbestellungen für Nivellis nächstes geplantes Projekt mit Delmont strömten bereits herein – den Film Die entfesselte Menschheit.

### Die entfesselte Menschheit
Dieser Film ist eine Adaptation des 1919 veröffentlichten gleichnamigen Romans von Max Glass. Darin schildert der Autor eine düstere, von Krankheiten und Krieg verheerte Welt. Die Filmemacher beschlossen, dieser Geschichte einen zeitgenössischeren Kontext zu verleihen und produzierten ein Werk, das die Ereignisse des Januars 1919 in Berlin, den so genannten „Spartakusaufstand“, erstmals als fiktiven Stoff verarbeitete. Der Film gilt nicht zuletzt als eines der anti-bolschewistischen Kinostücke seiner Zeit.
Die Handlung dreht sich um eine Gruppe von Arbeitern, die einen gewaltsamen Aufstand anzetteln, um dadurch die herrschende Ordnung zu zerstören – mit Aktionen, die beinahe einen Bürgerkrieg auslösen. Der Film reflektierte die wachsende Angst der deutschen Öffentlichkeit vor einer politischen Radikalisierung. Diese Angst war nicht unbegründet – noch während der Produktionsarbeiten fand ein weiterer Putschversuch statt (der „Kapp-Putsch“), dieses Mal ausgeübt von nationalistischen und monarchistischen Splittergruppen. Presseberichte über die Dreharbeiten lenkten die Aufmerksamkeit der Regierung auf das Projekt. Man sorgte sich über die möglichen Auswirkungen dieses Films auf den Ruf Deutschlands im Ausland. Das Auswärtige Amt lud Nivelli vor und forderte ihn auf, den Film vor dessen Freigabe einem Zensor vorzuführen. Obwohl dieser das Werk im Juni 1920 genehmigte, beschloss Nivo-Film aufgrund der Empfindlichkeit des Themas, mit dem Vertrieb zu warten.
Die von zahlreichen Persönlichkeiten des öffentlichen Lebens und Mitgliedern der Regierung besuchte Premiere fand sechs Monate später statt. Die meisten Kritiker erklärten den Film zum Erfolg. Er wurde als „bedeutendes historisches Dokument“ gefeiert, als „einer der besten Filme der letzten Jahre“, als „packend und realistisch“. Einige lobten sogar den Mut, den die Filmemacher bewiesen hätten, indem sie ein so empfindliches Thema aufgriffen, wo doch die jüngsten Vorfälle noch frisch im Bewusstsein der Öffentlichkeit verankert seien. Dem gegenüber behaupteten sozialistisch orientierte Presseorgane, die Arbeiter seien negativ dargestellt worden und der Film ziele darauf ab, die Öffentlichkeit in Angst zu versetzen. Vom künstlerischen Standpunkt aus galt das Werk als bahnbrechend – 17.000 Menschen waren an seiner Produktion beteiligt gewesen. Es hieß, seine „klare thematische Richtung, starke Durchstrukturierung und emotionale Bildsprache“ verliehen diesem Film „Charakter und Tempo“.

## Filmografie
| Jahr | Titel                                                    | Regisseur       | Kategorie             |
| ---- | -------------------------------------------------------- | --------------- | --------------------- |
| 1918 | Lebensbahnen – Ein Sängerleben                           | Ernst Sachs     | Spielfilm             |
| 1918 | Der Glückssucher                                         | Arthur Ullmann  | Spielfilm             |
| 1918 | Die gestohlene Seele                                     | Carl Boese      | Spielfilm             |
| 1918 | Der Fluch des Nuri                                       | Carl Boese      | Spielfilm             |
| 1918 | Das Alte Bild                                            | Arthur Ullmann  | Spielfilm             |
| 1919 | Die Geächteten                                           | Joseph Delmont  | Spielfilm             |
| 1919 | Nocturno der Liebe Alternativer Name: Chopin             | Carl Boese      | Spielfilm             |
| 1919 | Die Tochter des Bajazzo Alternativer Name: Das alte Lied | Arthur Ullmann  | Spielfilm             |
| 1920 | Die entfesselte Menschheit                               | Joseph Delmont  | Spielfilm             |
| 1922 | Dolores                                                  | Carl Boese      | Spielfilm             |
| 1922 | Frauenschicksal                                          | Guido Schamberg | Spielfilm             |
| 1923 | Das Spiel der Liebe                                      | Guido Schamberg | Spielfilm             |
| 1923 | Liebe und Ehe                                            | Unbekannt       | Spielfilm             |
| 1923 | Im Rausche der Leidenschaft                              | Guido Schamberg | Spielfilm             |
| 1924 | Die Samland-Bäder (Die ostpreußische Bernsteinküste)     | Unbekannt       | Kurzer Dokumentarfilm |
| 1924 | Die Tannenbergfeier in Königsberg                        | Unbekannt       | Kurzer Dokumentarfilm |
| 1924 | Die Verfassungsfeier in Berlin                           | Unbekannt       | Kurzer Dokumentarfilm |
| 1924 | Die Ehrengedenkfeier für die toten Helden                | Unbekannt       | Kurzer Dokumentarfilm |
| 1926 | Einigkeit und Recht und Freiheit                         | Joseph Delmont  | Spielfilm             |